# Coulombs, Calvados

Coulombs este o comună în departamentul Calvados, Franța. În 1 ianuarie 2018 avea o populație de 459 de locuitori.